# Arnošt Winter
Arnošt Winter (24. prosince 1880 Nové Dvory – 1944 Osvětim) byl český a československý politik, meziválečný senátor Národního shromáždění za Československou sociálně demokratickou stranu dělnickou a odborník na železniční stavby.

## Biografie
Narodil se v Nových Dvorech u Chýnova u Tábora jako třetí ze šesti dětí v chudé rodině židovského rolníka a později nájemce mlýna. Na studiích gymnázia v Táboře se – stejně jako jeho starší bratr Lev Winter – živil sám, převážně kondicemi. Vystudoval železniční inženýrství na německé univerzitě v Praze. Po studiích pracoval jako zeměměřič a projektant dopravních staveb v rakouských Alpách. Od roku 1908 do roku 1939 pracoval na ředitelství státních drah v Plzni – naposledy jako náměstek ředitele. Byl odborníkem na železniční vlečky a autorem několika patentů na železniční výhybky.
Angažoval se i politicky. Od mládí byl aktivním členem sociální demokracie, stejně jako oba jeho bratři. Psal články do Práva lidu, Akademie, Odborového sdružení a Studentského sborníku, který do roku 1905 vedl. V roce 1905 převzal rubriku sociální politiky v Masarykově Naší době, kterou vedl až do zimy 1914, kdy Masaryk odešel do ciziny. Ve stejné době publikoval i pod pseudonymem Chmurný Z. a překládal z němčiny a francouzštiny.
V říjnu 1918 se jako představitel drážní správy v Plzni podílel na přebírání moci československým státem. Na jaře 1920 navštívil spolu se Šmeralem sovětské Rusko. O své cestě vydal útlou knížku. Tím, co tam viděl, byl hluboce rozčarován. K bolševismu se pak stavěl odmítavě. Nicméně víru v socialismus si podržel a v roce 1933 navrhl neúspěšně pojmenovat v Plzni některou z významných ulic po Karlu Marxovi k 50. výročí jeho úmrtí. Většinu života působil v Plzni, kde byl členem městské rady a později i místostarostou. V říjnu 1928 byl pod jeho vedením v Plzni ustaven regulační poradní sbor, jehož úkolem bylo připravit územní plán tohoto západočeského velkoměsta. V roce 1936 byl zvolen předsedou Národohospodářského sboru západočeského.
Po parlamentních volbách v roce 1929 získal za sociální demokraty senátorské křeslo v Národním shromáždění. Mandát ale nabyl až dodatečně roku 1932 jako náhradník poté, co zemřel senátor Gustav Habrman. Mandát obhájil v parlamentních volbách v roce 1935. V senátu setrval až do jeho zrušení roku 1939, přičemž krátce předtím, v prosinci 1938, ještě přestoupil do nově zřízené Národní strany práce. V letech 1932–1935 byl zpravodajem technicko-dopravního výboru a ve volebním období 1935–1939 byl jeho předsedou. Zároveň byl členem zahraničního výboru a branného výboru a jednatelem Klubu senátorů Československé sociálně demokratické strany.
Oženil se s Olgou Hofmannovou (1888–1944) ze Strakonic. V lednu 1942 byl ze svého bydliště v Praze společně s manželkou deportován do Terezína a odtud v říjnu 1944 do koncentračního tábora Osvětim, kde byli z rasových důvodů zavražděni. Smrti neunikl ani jeho syn Zdeněk (1915–1944), který zahynul v  Kauferingu, pobočném táboře Dachau.